# Варванін Олександр Олександрович
Олександр Олександрович Варванін (нар. 1 травня 1997, Горлівка, Донецька область, Україна) — український футболіст, півзахисник клубу Першої ліги Білорусі «Орша».

## Життєпис
Вихованець ДЮСШ № 2 міста Горлівка, академій донецьких клубів «Шахтар» й «Олімпік». У сезонах 2014/15 та 2015/16 років перебував у заявці донецького «Олімпіка» на чемпіонати України, але виступав за дубль. У 2015 році грав за білоцерківську «Зміну», в 2016 році — за «Анкар» у чемпіонаті Харківської області. У 2017 році прибув на збори в білоруський клуб «Крумкачи»: в складі клубу протягом року зіграв 10 матчів, відзначився 1 голом, віддав гольовий пас і отримавши дві жовті картки.
З 2018 року Варванін виступав за різні аматорські «клуби» в фейкових чемпіонатах так званих «ДНР» та «ЛНР»: грав за «Єнакієве» та «Донецьк», з 2019 року грає за «Краснодонвугілля» з Краснодона. В аматорському футболі 8x8 виступав за «команди» «Втормет-Інвест» з Луганська і «Работнічки» з Ізварине, з 2021 року грає за краснодонське «Динамо» в змаганнях 8x8.
З 8 по 12 грудня 2020 року виступав за команду «Схід-Вугілля» з так званої ЛНР на турнірі в Сухумі «Ліга братніх народів-2020». 14 квітня 2021 року Українська асоціація футболу, кваліфікувала такий вчинок як «дії і поведінку, що шкодить репутації футболу та УАФ» та безстроково дискваліфікувала Варваніна й ще 25 гравців.